# 7セグメント (バンド)
7セグメント（セブンセグメント）は、日本の5人組バンド。

## 略歴
2017年に活動を開始。メンバーはそれぞれ他のプロジェクトとも並行して活動しており、フレキシブルな編成と制作スタイルを特徴としている。
2022年4月16日、初の流通作品となる1stフルアルバム『RECEPTION』をリリース。同日、東京・下北沢MOSAiCにて初のワンマンライブ「7SEGMENT 5th Anniversary "RECEPTION Party"」を開催。
2024年7月7日、結成7周年を記念して東京・shibuya eggmanにて2ndワンマンライブ「7セグメント 7th Anniversary One Man Show “Exhibition”」を開催。同年10月には1st EP『primetime』をリリース。

## メンバー
SAWA
- ボーカル、作詞、作曲を担当。
- ソロアーティストとして活躍するほか、楽曲・作詞提供やCM歌唱など多方面で活動。

宮野弦士
- ギター、キーボード、作編曲、サウンドディレクションを担当。
- フィロソフィーのダンスやMORISAKI WINなど数多くのアーティストに楽曲提供を行う作編曲家。ギターとキーボードを自在に操るマルチプレイヤー。

MK
- ギター、作曲を担当。
- バンド・ヘンショクリュウでギタリストとして活動。

武宮優馬
- ベース、作曲を担当。
- MORISAKI WINのツアーサポートや、鞘師里保、古内東子などのレコーディングに参加。

油布郁
- ドラム、パーカッションを担当。
- CANOPUSエンドーサー。フィロソフィーのダンスやMORISAKI WINなどのツアーにサポート参加。

## ディスコグラフィ
全楽曲の作詞はSAWAが担当。
| 発売日     | 種別     | タイトル                   | 収録曲                                 | 作曲                     | 販売形態    | 規格品番 |
| ---------- | -------- | -------------------------- | -------------------------------------- | ------------------------ | ----------- | -------- |
| 2019/3/16  | シングル | 天井階段/シアワセの末路    | 天井階段                               | 宮野弦士                 | 音楽配信    |          |
| 2019/3/16  | シングル | 天井階段/シアワセの末路    | シアワセの末路                         | 宮野弦士                 | 音楽配信    |          |
| 2019/11/15 | シングル | I wanna be 楽な人生        | I wanna be 楽な人生                    | 武宮優馬                 | 音楽配信    |          |
| 2020/3/29  | シングル | 都会の贅沢                 | 都会の贅沢                             | 宮野弦士                 | 音楽配信    |          |
| 2021/4/16  | シングル | イビツな計画               | イビツな計画                           | 宮野弦士                 | 音楽配信    |          |
| 2021/5/16  | シングル | ブルーライトセンセーション | ブルーライトセンセーション             | 松永浩治                 | 音楽配信    |          |
| 2021/6/16  | シングル | プラスティック・サーカス   | プラスティック・サーカス               | 武宮優馬                 | 音楽配信    |          |
| 2022/4/16  | アルバム | RECEPTION                  | イビツな計画 [Album Mix]               | 宮野弦士                 | CD/音楽配信 | SEGM-777 |
| 2022/4/16  | アルバム | RECEPTION                  | ブルーライトセンセーション [Album Mix] | 松永浩治                 | CD/音楽配信 | SEGM-777 |
| 2022/4/16  | アルバム | RECEPTION                  | 都会の贅沢 [Album Mix]                 | 宮野弦士                 | CD/音楽配信 | SEGM-777 |
| 2022/4/16  | アルバム | RECEPTION                  | 天井階段 [2022 Re-Recording]           | 宮野弦士                 | CD/音楽配信 | SEGM-777 |
| 2022/4/16  | アルバム | RECEPTION                  | プラスティック・サーカス [Album Mix]   | 武宮優馬                 | CD/音楽配信 | SEGM-777 |
| 2022/4/16  | アルバム | RECEPTION                  | Jealousy                               | 武宮優馬                 | CD/音楽配信 | SEGM-777 |
| 2022/4/16  | アルバム | RECEPTION                  | Harmony                                | SAWA                     | CD/音楽配信 | SEGM-777 |
| 2022/4/16  | アルバム | RECEPTION                  | シアワセの末路 [2022 Re-Recording]     | 宮野弦士                 | CD/音楽配信 | SEGM-777 |
| 2022/4/16  | アルバム | RECEPTION                  | I Wanna Be 楽な人生 [Album Mix]        | 武宮優馬                 | CD/音楽配信 | SEGM-777 |
| 2022/4/16  | アルバム | RECEPTION                  | レモネードと喧噪                       | 松永浩治                 | CD/音楽配信 | SEGM-777 |
| 2023/8/26  | シングル | 物体A                      | 物体A                                  | 宮野弦士                 | 音楽配信    |          |
| 2024/10/18 | EP       | primetime                  | 物体A［Remastered 2024］               | 宮野弦士                 | 音楽配信    |          |
| 2024/10/18 | EP       | primetime                  | Strawberry Madness                     | 宮野弦士                 | 音楽配信    |          |
| 2024/10/18 | EP       | primetime                  | Birthday Song                          | SAWA                     | 音楽配信    |          |
| 2024/10/18 | EP       | primetime                  | 月と回転                               | SAWA、宮野弦士、松永浩治 | 音楽配信    |          |